# Bulbophyllum flavum
Bulbophyllum flavum là một loài phong lan thuộc chi Bulbophyllum.